# Lars Lawski
Lars Johan Stanislaw Lawski, född 15 november 1886 i Norrköping, död 13 april 1959 i Stockholm, var en svensk ingenjör och konstsamlare. Han var bror till Sven Lawski.
Lars Lawski var son till konsthandlaren Jean Lawski. Efter mogenhetsexamen vid Norrköpings högre allmänna läroverk 1905 blev han elev vid Kungliga Tekniska högskolan där han avlade avgångsexamen från fackavdelningen för väg- och vattenbyggnadskonst 1901. Lawski var från underlöjtnant i fortifikationens reserv och blev 1915 befordrad till löjtnant och 1924 till kapten där. Han var 1910–1912 biträdande ingenjör vid östra väg- och vattenbyggnadsdistriktet, 1912–1913 och 1915–1918 konstruktör vid Kungliga Vattenfallsstyrelsen. 1913–1915 var Lawski underingenjör vid Trollhätte kanals ombyggnad, och blev 1916 löjtnant i Väg- och vattenbyggnadskåren. Han var byråingenjör och föreståndare för kanalbyggnadsavdelningen vid Kungliga Vattenfallsstyrelsens byggnadsbyrå 1917–1927, tillförordnad byrådirektör vid Vattenfallstyrelsens byggnadstekniska byrå 1928–1951 och arbetschef där 1930–1935. Lawski var 1929–1930 arbetschef vid Oxdjupets fördjupning. Åren 1930–1931 var han arbetschef för Motala kraftverks andra utbyggnad och 1930–1934 arbetschef vid Fårösunds fördjupning. Han var 1935–1951 sekreterare i Mälarregleringsföreningen och blev 1940 major vid Väg- och vattenbyggnadskåren. Lawski var även aktiv inom Föreningen för inre vattenvägar och utgav flera arbeten inom sitt område bland annat Södertälje kanal efter 1819 och dess ombyggnad 1916–1924 (1924) och Nya konstruktioner vid rörliga broar (1926).
Lars Lawski var mycket intresserad av antikvarisk forskning, särskilt studier av äldre kartor och en flitig samlare, främst av gamla vapen men även miniatyrer och grafik. I sitt testamente överlämnade han sin kvarlåtenskap till Kungliga Vitterhets Historie och Antikvitets Akademien med förordnande att pengarna skulle användas som bidrag till konservering av svenska historiska byggnader. Han blev riddare av Nordstjärneorden 1941.
Som konstnär finns Lawski representerad med en akvarell vid Norrköpings konstmuseum. Han är gravsatt i Norra krematoriet på Norra begravningsplatsen utanför Stockholm.